# Disibodo
Disibodo (Disibod) foi um monge, eremita e santo da Irlanda, mencionado pela primeira vez no martirológio de Hrabanus Maurus (século IX).

## Vida e obras
Transferiu-se para o Reino dos Francos em 640 como missionário acompanhado por seus discípulos Giswald, Clemens e Sallust. Trabalhou na região de Vosges e Ardennes, e por uma visão que teve em um sonho, ergueu um eremitério na confluência dos rios Nahe e Glan, onde mais tarde foi construído o Mosteiro de Disibodenberg.
Sua vita (biografia hagiográfica) foi escrita no século XII por Santa Hildegarda, mas tem autoridade questionada.